# Nyestprém
Névváltozatok: 

Nyestprém

de: Marderfell, cs: kunina, la: martus, fr: fouine, en: marten, pine marten.

Rövidítések
A nyestprém a címertanban ritkán előforduló prémfajta. A heraldikai borítások részeként a prémek közé tartozik. Színe és vonalkázása megegyezik a vörös színével.
Főleg a német és néha a cseh heraldikai elméletben fordul elő. Már a címertan kezdeteinél is használták, ezért a vörös szín a heraldikában eredetileg valószínűleg a nyestből származott.

## A szó eredete
Erre utal a vörös szín francia (gueules), angol, spanyol és katalán (gules) neve. A vörös szín a francia heraldikában a régi francia goules vagy gueule(s) 'torok, száj' szóból ered (vö. magyar rókatorok: prémek), ami arra utal, hogy az állat prémjének a torokrészét használták fel az öltözetben. A francia gueules szó már 1165-ben előfordul. Úgy tartják, hogy a szó eredetileg (legalább a 12. század közepétől) a prémkalapok szegélyét, a nyak és a csukló körüli bőrcsíkot jelentette. Úgy tűnik, hogy egyes esetekben a goules nyestprémből (en: marten fur) készült (az egyik forrásban „goules de martre” szerepel). Az egyetlen gond, hogy a goules sárgásbarna színt jelent, míg a „martre” (menyét) világos bundájú állatot. Az egyik szöveg a hermelin hasát úgy írja le, mint „circa collem et circa manus rubis gulis praeparatam”. Lehetséges tehát, hogy az említett prémcsíkokat festették vörösre. Az Oxford English Dictionary szerint a régi francia goules, gueules, középkori latin gulae (tsz.) jelentése vörösre festett hermelin. (A különféle prémeket gyakran hamisították például hermelinnel is: vö. prémek.) A gules szó a francia és a középkori latin szavak 'torok' többes számával függ össze. Erre vonatkozó adat a magyarból is van.

## A heraldikai nyestprém
A heraldikában ebből ered a vörös szín megnevezése és a nyestprém is. A gules 'vörös' vonatkozhat a nyestre vagy más vöröses, barnás bundájú menyétfélére, mert a nyest, nyuszt, coboly, hermelin stb. nevű állatok nevei, hasonlóságuk miatt, könnyen összekeveredhettek egymással. Ezt a prémet ma már nagyjából csak a cseh heraldikában tartják számon, de ott sem használják, illetve soha nem írják le a vöröset nyestprémként a címerekben.
A német trubadúrok a címerek leírásánál azonban még használták a vörös prémet is. Például Konrad von Würzburg (1230 k.-1287) Turnier von Nantheiz (1258 k.) című mű vének 985. sorában olvashatjuk a kelen rôt kifejezést, melyet pelzrot-ként (vörösprém) fordítanak le németre.